# Cameron Devlin
Cameron Peter Devlin (ur. 24 czerwca 1998 w Sydney) – australijski piłkarz występujący na pozycji pomocnika w Heart of Midlothian FC.

## Kariera klubowa
Swoją karierę rozpoczął w 2015 w zespole Sutherland Sharks FC, rywalizującym w stanowych rozgrywkach National Premier Leagues NSW (Nowa Południowa Walia). Następnie grał w juniorskich ekipach klubów Western Sydney Wanderers FC i Sydney FC, które również uczestniczyły w rozgrywkach ligowych stanu Nowa Południowa Walia.
W sezonie 2018/2019 został włączony do pierwszej drużyny Sydney FC, a w A-League zadebiutował 27 października 2018 w wygranym 2:0 meczu z Western Sydney Wanderers FC. Z kolei 1 marca 2019 w wygranej 2:0 potyczce z Adelaide United FC strzelił swojego pierwszego gola w A-League. W rozgrywkach 2018/2019 zdobył z zespołem mistrzostwo A-League. W 2019 odszedł do ligowego rywala, drużyny Wellington Phoenix FC i spędził tam dwa kolejne sezony.
W 2021 został zawodnikiem szkockiego Heart of Midlothian FC. Swój pierwszy mecz w Scottish Premiership rozegrał 18 września 2021 przeciwko Ross County (2:2), zaś 26 lutego 2022 w wygranym 2:0 pojedynku z St. Mirren zdobył debiutancką bramkę w tych rozgrywkach. W sezonie 2021/2022 zajął z klubem 3. miejsce w lidze, a w sezonie 2022/2023 – 4.

## Kariera reprezentacyjna
W 2021 otrzymał powołanie do drużyny U-23 na Letnie Igrzyska Olimpijskie 2020, na których wystąpił w pojedynku z Egiptem (0:2), Australia zaś odpadła z rozgrywek po fazie grupowej.
W reprezentacji Australii zadebiutował 25 września 2022 w wygranym 2:0 towarzyskim meczu z Nową Zelandią. W tym samym roku został powołany do kadry na mistrzostwa świata, nie zagrał jednak na nich w żadnym spotkaniu, a Australia zakończyła turniej na 1/8 finału.